# Гуадасек'єс
Гуадасек'єс, Гуадасекієс (ісп. Guadasequies (офіційна назва), валенс. Guadassèquies) — муніципалітет в Іспанії, у складі автономної спільноти Валенсія, у провінції Валенсія. Населення — 440 осіб (2010).

## Географія
Муніципалітет розташований на відстані близько 320 км на південний схід від Мадрида, 60 км на південь від Валенсії.

## Демографія
Динаміка населення (INE ):

## Галерея зображень

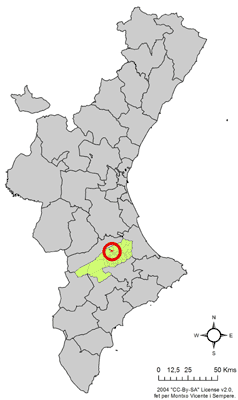
Розташування муніципалітету Гуадасек'єс у автономній спільноті Валенсія
Розташування муніципалітету Гуадасек'єс у комарці Вальє-де-Альбайда
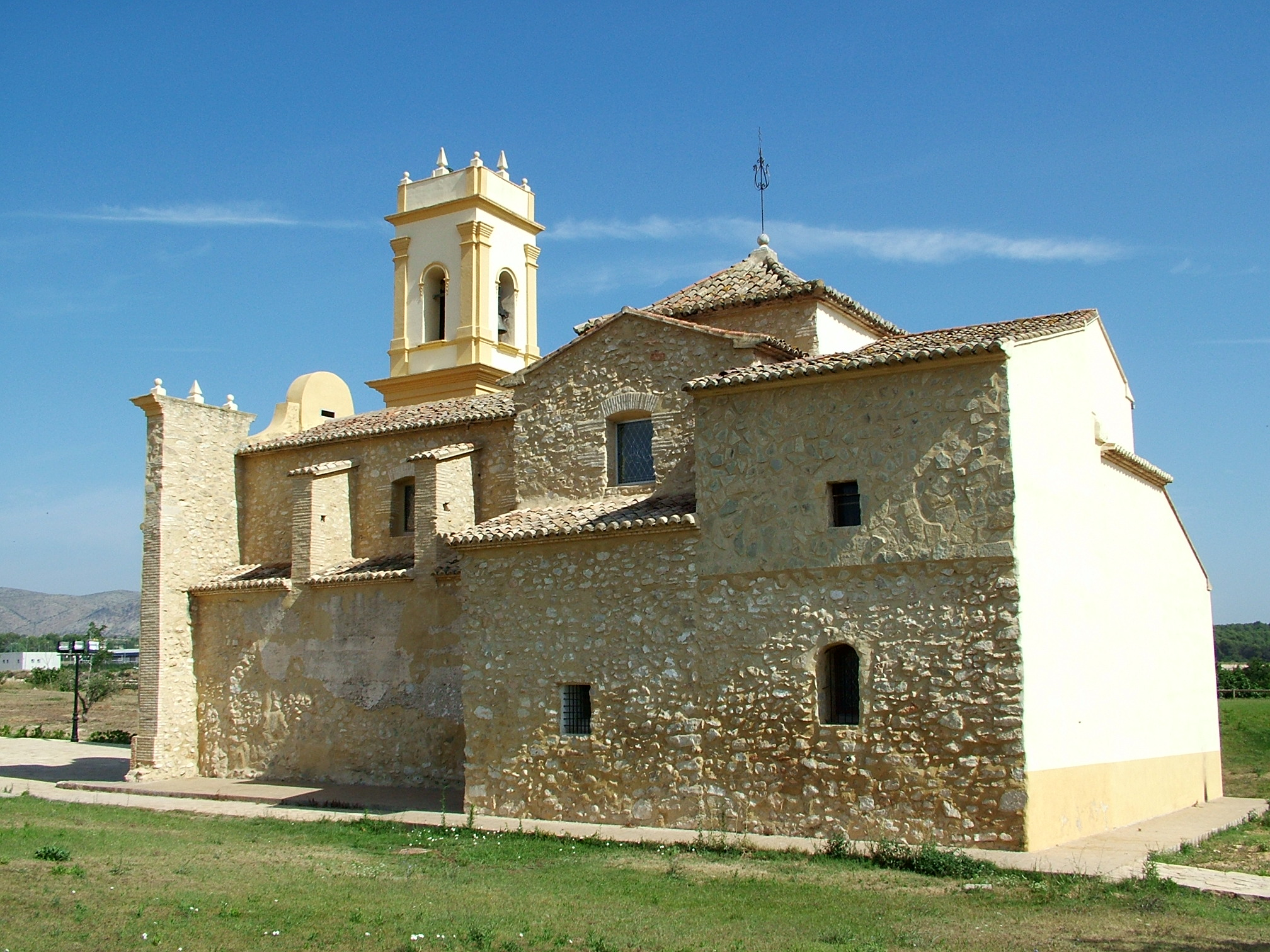
Церква Нуестра-Сеньйора-де-ла-Есперанса